# ماركو سيكتشيناتو
ماركو سيكتشيناتو (بالإيطالية: Marco Cecchinato)‏ مواليد 30 سبتمبر 1992 في باليرمو، هو لاعب كرة مضرب إيطالي يلعب باليد اليمنى ويحتل حالياً المرتبة رقم. 93 (4 أبريل 2016) في تصنيف رابطة محترفي كرة المضرب. أعلى تصنيف له في الفردي كان المركز الـ 82 في سنة 2015. أعلى تصنيف له في الزوجي كان المركز الـ 193 في سنة 2016.

## روابط خارجية
- ماركو سيكتشيناتو على موقع رابطة محترفي التنس (الإنجليزية)
- ماركو سيكتشيناتو على موقع الاتحاد الدولي لكرة المضرب (الإنجليزية)
- ماركو سيكتشيناتو على موقع كأس ديفيز (الإنجليزية)
- ماركو سيكتشيناتو على موقع خلاصة التنس.كوم (الإنجليزية)
- ماركو سيكتشيناتو على موقع إي إس بي إن.كوم (الإنجليزية)